# Allan
Allan Marques Loureiro (* 8. ledna 1991 Rio de Janeiro), známý jako Allan Marques nebo Allan, je brazilský profesionální fotbalista, který hraje na pozici defensivního či středního záložníka za klub Al Wahda FC ze Spojených arabských emirátů. Mezi lety 2018 a 2020 odehrál také 10 utkání v dresu brazilské reprezentace.
Allan je odchovancem brazilského klubu Madureira EC. Hrál postupně za brazilský klub Vasco da Gama, se kterým postoupil v roce 2009 do brazilské nejvyšší soutěže, dále pak hrál za italské kluby Udinese Calcio a SSC Neapol. V roce 2020 přestoupil do liverpoolského Evertonu.
S brazilským národním týmem do 20 let vyhrál mistrovství světa v roce 2011. V seniorské reprezentaci debutoval v roce 2018 a v roce 2019 se podílel na vítězství v Copa América.

## Klubová kariéra

### Vasco da Gama

#### Hostování z Madureiry
Allan v únoru 2008 odešel na dlouhodobé hostování do jiného brazilského celku, a to do CR Vasco da Gama. V druhé nejvyšší brazilské soutěži Allan debutoval 5. září 2009, když odehrál celý druhý poločas utkání proti Atlético Clube Goianiense. Ve zbytku sezóny se stal pravidelným členem základní sestavy, když v lize odehrál celkem 14 utkání a pomohl klubu k postupu do Série A z prvního místa. Ve druhé sezóně v dresu Vasco da Gama odehrál opět 14 ligových zápasů, ve kterých se střelecky neprosadil.

#### Hostování z Deportiva Maldonado
V únoru 2011 přestoupil Allan z Madureiry do uruguayského klubu Deportivo Maldonado. Po přestupu však odešel na dvouleté hostování opět do brazilského klubu Vasco da Gama; v dresu Deportiva Maldonado neodehrál jediné utkání.
Dne 26. srpna 2011 debutoval Allan v Copě Sudamericana, když odehrál celé utkání šestnáctifinále proti Palmeiras. Vasco da Gama postoupil přes brazilské Palmeiras, bolivijský Club Aurora a peruánský Universitario de Deportes až do semifinále soutěže. V něm však po výsledcích 1:1 a 0:2 nepostoupili přes a chilský Club Universidad de Chile. Klubu se dařilo i v lize, když skončil na druhé příčce v brazilské nejvyšší soutěži.
Dne 15. března 2012 odehrál Allan své první utkání v Poháru osvoboditelů, když nastoupil na posledních šest minut utkání proti paraguayskému Club Libertad. V roce 2012 stihl Allan odehrát pouhé čtyři ligové zápasy předtím, než z klubu odešel.

### Udinese
Dne 15. července 2012 přestoupil z uruguayského Deportiva Maldonado do španělského klubu Granada CF. O den později odešel na hostování do italského Udinese, které bylo vlastněno italským businessmanem Giampaolem Pozzem, který byl vlastníkem i španělské Granady. V dresu Udinese debutoval 2. září, když nastoupil na posledních 14 minut domácího ligového utkání proti turínskému Juventusu. O dva týdny později se poprvé objevil v základní sestavě klubu z Udine, když odehrál celé utkání proti Sieně.
Ve své první sezóně v Itálii odehrál Allan 36 ligových utkání. Svými výkony pomohl klubu k překvapivé páté příčce v lize, která zajistila Udinese postup do předkola Evropské ligy.
V evropských pohárech Allan debutoval 1. srpna 2013, a to při výhře 3:1 nad bosenským klubem NK Široki Brijeg v třetím předkole Evropské ligy. Allan nastoupil i do odvetného utkání, ve kterém Udinese zvítězilo 4:0 a postoupilo tak do dalšího předkola. V něm italský klub nestačil na Slovan Liberec, který postoupil do základní skupiny po výsledcích 1:1 a 3:1. Allan byl v průběhu celé sezóny stabilním členem základní sestavy, nicméně nedokázal tým dovést k podobnému úspěchu jako v sezóně předchozí. Udinese skončilo v lize na 13. příčce a na lavičce skončil trenér Francesco Guidolin.
V létě 2014 přestoupil Allan do italského Udinese natrvalo. Místo v základní sestavě si udržel i pod novým trenérem Andreou Stramaccionim a, podle mnohých fotbalových expertů, se z něj stal jeden z nejlepších záložníku v Evropě. Dne 18. ledna 2015 vstřelil svojí premiérovou branku v italské Serii A, a to do sítě Cagliari při remíze 2:2. V sezóně 2014/15 odehrál 35 ligových zápasů, ve kterých se jednou střelecky prosadil.

### Neapol
V červenci 2015 přestoupil Allan do Neapoli za částku okolo 10 milionů euro. V dresu svého nového klubu debutoval 30. srpna v zápase proti Sampdorii. V 39. minutě asistoval na branku Gonzala Higuaína; zápas skončil remízou 2:2. O dva týdny později vstřelil Allan svoji první branku v dresu Neapole, a to při remíze 2:2 proti Empoli, když v 78. minutě se prosadil po přihrávce Marka Hamšíka. Na svůj gól navázal i v následujícím zápase, když gólem a asistencí přispěl k vysoké výhře 5:0 nad Laziem Řím.

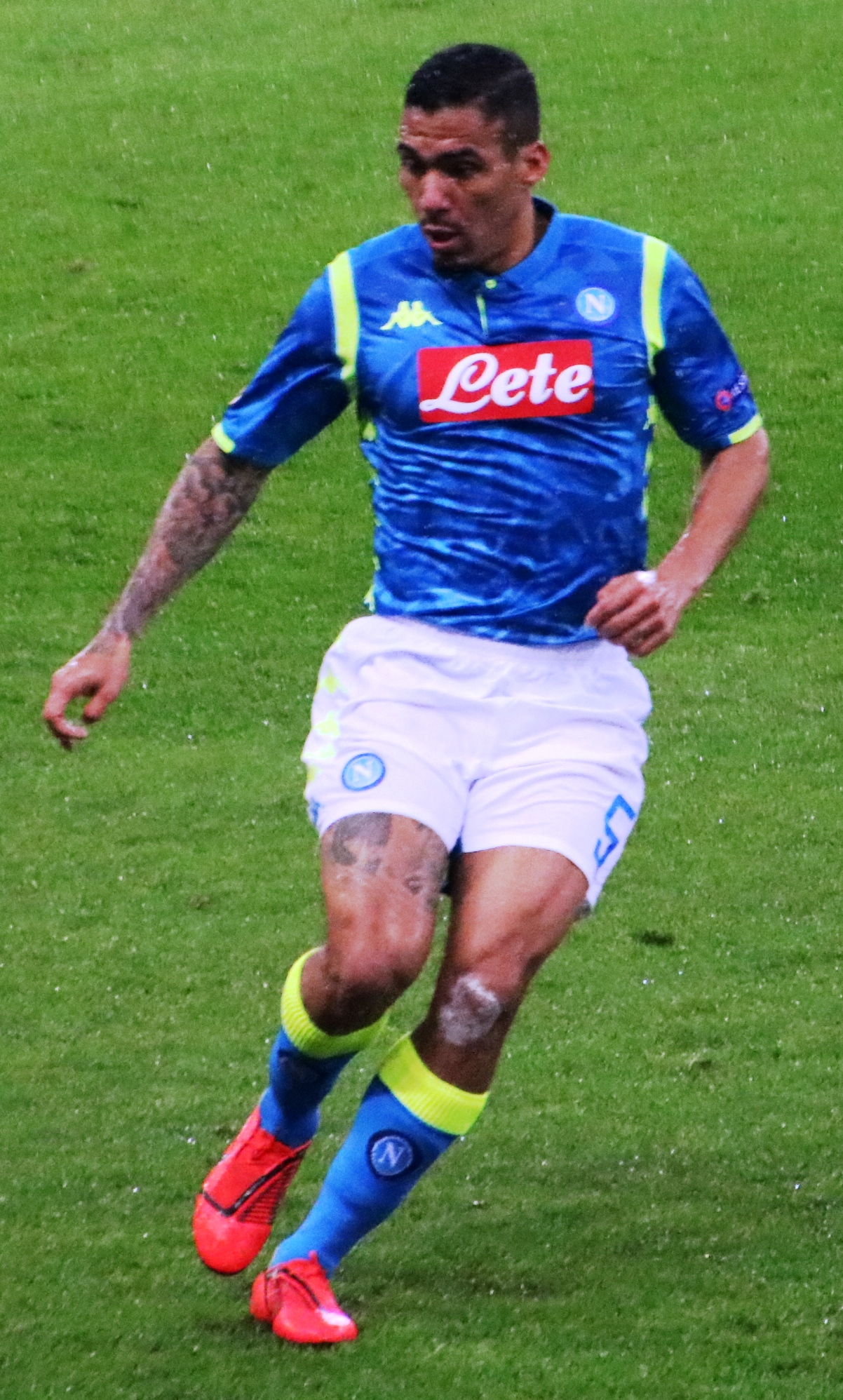
Allan v dresu SSC Neapol (2019)

Dne 17. září 2015 debutoval Allan v zápase základní skupiny Evropské ligy. V 62. minutě utkání proti belgickým Bruggám vystřídal Marka Hamšíka a o 15 minut později asistoval na branku Josého Callejóna na konečných 5:0. 4. října otevřel Allan skóre zápasu proti AC Milán, když si poradil v situaci jeden na jednoho proti brankáři Diegu Lópezovi; zápas skončil výhrou Neapole 4:0. V sezóně 2015/16 odehrál Allan 35 zápasů v Serii A, ve kterých vstřelil 3 branky.
Dne 13. září 2016 debutoval Allan v Lize mistrů, když se objevil v základní sestavě utkání základní skupiny proti ukrajinskému klubu FK Dynamo Kyjev. Neapoli se podařilo postoupit ze základní skupiny, v osmifinále však dvakrát prohráli 1:3 se španělským Realem Madrid, a tak se s evropskými poháry museli rozloučit. V sezóně 2016/17 nastoupil Allan do 29 zápasů Serie A, ve kterých vstřelil jednu branku, a to do sítě svého bývalého zaměstnavatele, když gólem přispěl k výhře 3:0 nad Udinese.
V následující sezóně odehrál Allan všech 38 ligových zápasů a čtyřikrát se v nich střelecky prosadil. Neapol byl celou sezónu v boji o scudetto, na konci sezóny však skončil s odstupem 4 bodů na druhé příčce za vítězným Juventusem. V sezóně prodloužil Allan smlouvu s klubem až do roku 2023.
Jedinou svou branku v sezóně 2018/19 vstřelil Allan 12. května 2019, a to v ligovém zápase proti S.P.A.L., když svým gólem pomohl k výhře 2:1. Neapol skončila opět na druhé příčce v lize a postoupila až do čtvrtfinále Evropské ligy, ve kterém dvakrát podlehla londýnskému Arsenalu.
V sezóně 2019/20 nastoupil Allan do 23 zápasů v Serii A, když se potýkal s častými zraněními. Dne 17. června 2020 získal s klubem svoji jedinou trofej, když ve finále Coppa Italia porazila Neapol Juventus v penaltovém rozstřelu.

### Everton
Dne 5. září 2020 přestoupil Allan do anglického Evertonu za částku okolo 22 milionů liber, kde se znovu setkal s Carlem Ancelottim, který předtím trénoval Neapol. Allan podepsal v klubu tříletou smlouvu. V klubu debutoval při ligovém vítězství 1:0 nad Tottenhamem Hotspur. 16. prosince, v zápase proti Leicesteru City, utrpěl Allan zranění hamstringu, které jej vyřadilo ze hry až do března následujícího roku. Na hřiště se vrátil 1. března 2021, když odehrál celé utkání proti Southamptonu.

## Reprezentační kariéra
Allan, který se narodil v Brazílii, mohl prostřednictvím svých rodiných předků reprezentoval Brazílii, Portugalsko i Itálii. Do brazilské reprezentace byl poprvé nominován v říjnu 2018 na přátelské zápasy proti Uruguayi a Kamerunu. Svůj reprezentační debut si odbyl 16. listopadu v zápase proti Uruguayi.
V květnu 2019 byl Allan nominován na závěrečný turnaj Copa América 2019. Na turnaji nastoupil do čtyřech zápasů včetně finále, které se hrálo 7. července na Estádio do Maracanã. Brazílie v něm porazila Peru 3:1 a radovala se z trofeje.

## Statistiky

### Klubové
K 17. březnu 2022
| Klub          | Sezóna  | Liga           | Liga   | Liga | Národní pohár | Národní pohár | Ligový pohár | Ligový pohár | Kontinentální poháry | Kontinentální poháry | Celkem | Celkem |
| Klub          | Sezóna  | Liga           | Zápasy | Góly | Zápasy        | Góly          | Zápasy       | Góly         | Zápasy               | Góly                 | Zápasy | Góly   |
| ------------- | ------- | -------------- | ------ | ---- | ------------- | ------------- | ------------ | ------------ | -------------------- | -------------------- | ------ | ------ |
| Vasco da Gama | 2009    | Série B        | 14     | 0    | ―             | ―             | ―            | ―            | ―                    | ―                    | 14     | 0      |
| Vasco da Gama | 2010    | Série A        | 14     | 0    | ―             | ―             | ―            | ―            | ―                    | ―                    | 14     | 0      |
| Vasco da Gama | 2011    | Série A        | 19     | 0    | ―             | ―             | ―            | ―            | 7                    | 1                    | 26     | 1      |
| Vasco da Gama | 2012    | Série A        | 4      | 0    | ―             | ―             | ―            | ―            | 5                    | 0                    | 9      | 0      |
| Vasco da Gama | Celkem  | Celkem         | 51     | 0    | ―             | ―             | ―            | ―            | 12                   | 1                    | 63     | 1      |
| Udinese       | 2012/13 | Serie A        | 36     | 0    | 1             | 0             | ―            | ―            | ―                    | ―                    | 37     | 0      |
| Udinese       | 2013/14 | Serie A        | 33     | 0    | 4             | 0             | ―            | ―            | 4                    | 0                    | 41     | 0      |
| Udinese       | 2014/15 | Serie A        | 35     | 1    | 3             | 1             | ―            | ―            | ―                    | ―                    | 38     | 2      |
| Udinese       | Celkem  | Celkem         | 104    | 1    | 8             | 1             | ―            | ―            | 4                    | 0                    | 116    | 2      |
| Neapol        | 2015/16 | Serie A        | 35     | 3    | 2             | 0             | ―            | ―            | 6                    | 0                    | 43     | 3      |
| Neapol        | 2016/17 | Serie A        | 29     | 1    | 2             | 0             | ―            | ―            | 8                    | 0                    | 39     | 1      |
| Neapol        | 2017/18 | Serie A        | 38     | 4    | 2             | 0             | ―            | ―            | 10                   | 0                    | 50     | 4      |
| Neapol        | 2018/19 | Serie A        | 33     | 1    | 2             | 0             | ―            | ―            | 12                   | 0                    | 47     | 1      |
| Neapol        | 2019/20 | Serie A        | 23     | 2    | 4             | 0             | ―            | ―            | 6                    | 0                    | 33     | 2      |
| Neapol        | Celkem  | Celkem         | 158    | 11   | 12            | 0             | ―            | ―            | 42                   | 0                    | 212    | 11     |
| Everton       | 2020/21 | Premier League | 24     | 0    | 1             | 0             | 1            | 0            | ―                    | ―                    | 26     | 0      |
| Everton       | 2021/22 | Premier League | 23     | 0    | 3             | 0             | 0            | 0            | ―                    | ―                    | 26     | 0      |
| Everton       | Celkem  | Celkem         | 47     | 0    | 4             | 0             | 1            | 0            | 0                    | 0                    | 52     | 0      |
| Celkem        | Celkem  | Celkem         | 360    | 12   | 24            | 1             | 1            | 0            | 58                   | 1                    | 443    | 14     |

### Reprezentační
K 13. listopadu 2020
| Brazílie | Brazílie | Brazílie |
| Rok      | Zápasy   | Góly     |
| -------- | -------- | -------- |
| 2018     | 2        | 0        |
| 2019     | 7        | 0        |
| 2020     | 1        | 0        |
| Celkem   | 10       | 0        |

## Ocenění

### Klubová

#### Vasco da Gama
- Campeonato Brasileiro Série B: 2009

#### Neapol
- Coppa Italia: 2019/20[53]

### Reprezentační

#### Brazílie
- Copa América: 2019[54]